# Синяя линия (Лиссабонский метрополитен)
«Синяя линия» (порт. Linha Azul) или «Линия Чайки» (порт. Linha da Gaivota) — одна из четырёх линий Лиссабонского метрополитена. Длина линии — 13,7 километров. На линии расположено 18 станций. Единственная линия метрополитена, пролегающая полностью под землёй. Соединяет центр Лиссабона с городом Амадора.

## История[1]
Работы по строительству были начаты 7 сентября 1955 года, и уже через 4 года — 29 декабря 1959 года была открыта первая очередь. Единая на тот момент линия шла от станции «Рестаурадориш» до станции «Ротунда» (ныне «Маркеш-ди-Помбал»), где делилась на два направления, одно — до станции «Сете-Риуш» (ныне «Жардин-Зооложику»), другое — до станции «Энтри-Кампуш». 
В 1988 году был построен участок от станции «Сете-Риуш» до станции «Колежиу-Милитар/Луш».
В 1995 году единая линия была разделена на линию «A» (Синяя) и линию «B» (Жёлтая).
В 1997 году открыт участок от «Колежиу-Милитар/Луш» до станции «Понтинья». 
В марте 1998 года движение между станциями «Рестаурадориш» и «Росиу» было прекращено в связи с очередным разделением линии: участок от «Росиу» до «Кампу-Гранди» стал линией «C» (зелёной). Спустя месяц была открыта станция «Байша-Шиаду», которая связала Синюю и Зелёную линии.
В 2004 году открыт участок от «Понтинья» до «Амадора-Эшти», в результате чего Синяя линия вышла за границы Лиссабона.
В 2007 году, в результате 11 лет строительства, был открыт участок от «Байша-Шиаду» до «Санта-Аполония». Столь длительная задержка была связана с обилием грунтовых вод в районе строительства, т.к. участок расположен в непосредственной близости к берегу реки Тежу.

### Хронология пусков
| Дата пуска           | Участок                                    | Длина   | Кол-во станций |
| -------------------- | ------------------------------------------ | ------- | -------------- |
| 29 декабря 1959 года | «Рестаурадориш» — «Жардин-Зооложику»       | 4,1 км  | 7              |
| 14 октября 1988 года | «Жардин-Зооложику» — «Колежиу-Милитар/Луш» | 2,6 км  | 3              |
| 18 октября 1997 года | «Колежиу-Милитар/Луш» — «Понтинья»         | 1,5 км  | 2              |
| 8 октября 1998 года  | «Рестаурадориш» — «Байша-Шиаду»            | 0,7 км  | 1              |
| 15 мая 2004 года     | «Понтинья» — «Амадора-Эшти»                | 2,0 км  | 2              |
| 19 декабря 2007 года | «Байша-Шиаду» — «Санта-Аполония»           | 2,1 км  | 2              |
| 13 апреля 2016 года  | «Амадора-Эшти» — «Реболейра»               | 0,7 км  | 1              |
|                      | Всего:                                     | 13,7 км | 18 станций     |

### История переименований
- 1995 год: «Ротунда» → «Маркеш-ди-Помбал»
- 1997 год: «Сете-Риуш» → «Жардин-Зооложику»

## Перспективы развития
Планируется строительство следующих станций:

- «Алфа́нтега» (порт. Alfândega): между станциями «Террейру-ду-Пасу» и «Санта-Аполония».
- «Уругва́й» (порт. Uruguai), «Бенфи́ка» (порт. Benfica): на ответвлении за станцией Колежиу-Милитар/Луш.
- «Атала́я» (порт. Atalaia), «Амадо́ра-Се́нтру» (порт. Amadora Centro), «Оспита́л» (порт. Hospital): за строящейся станцией «Реболейра».

## Галерея

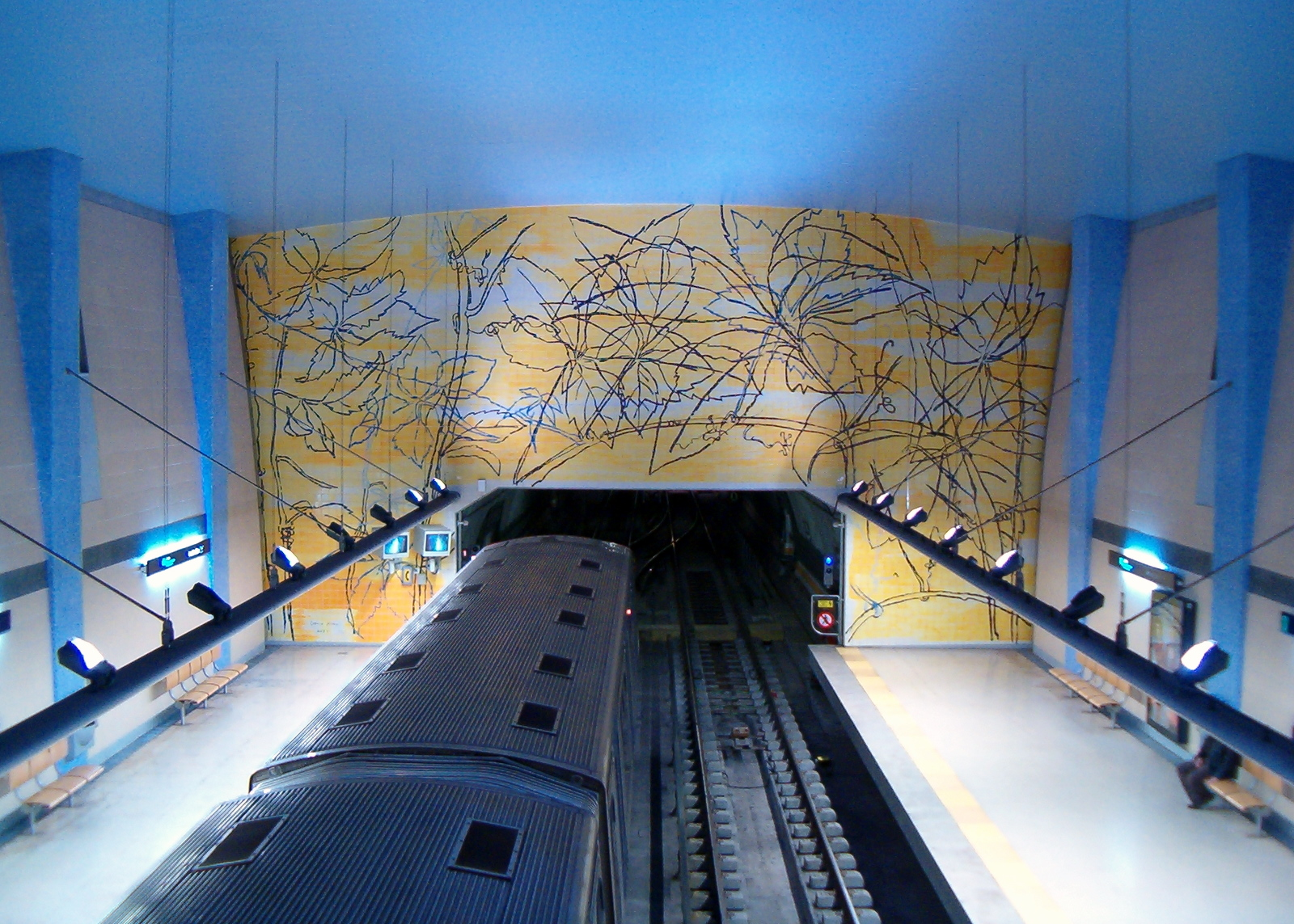
«Амадора-Эшти»
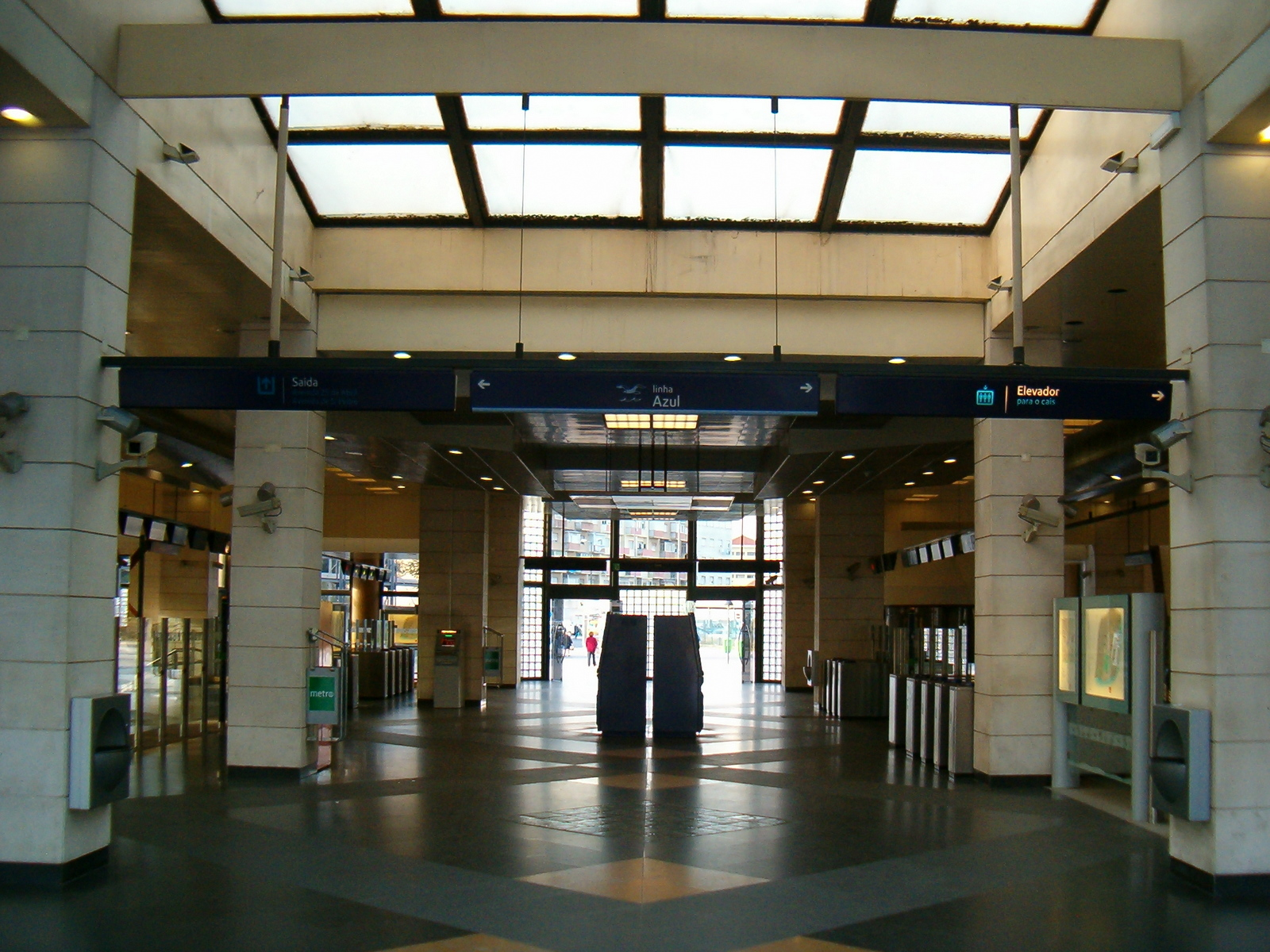
Вестибюль станции «Понтинья»
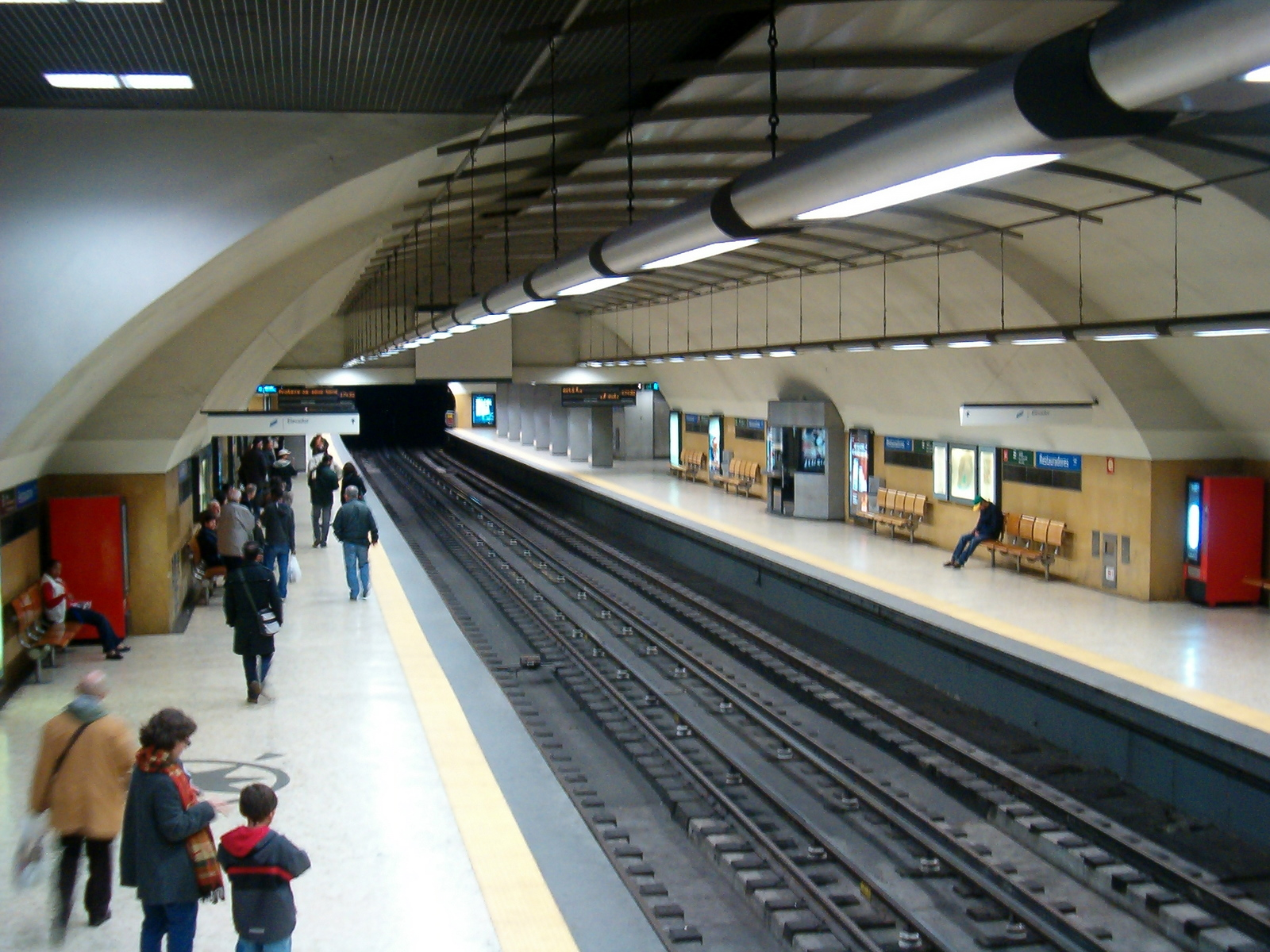
Главный зал станции «Рестаурадориш»
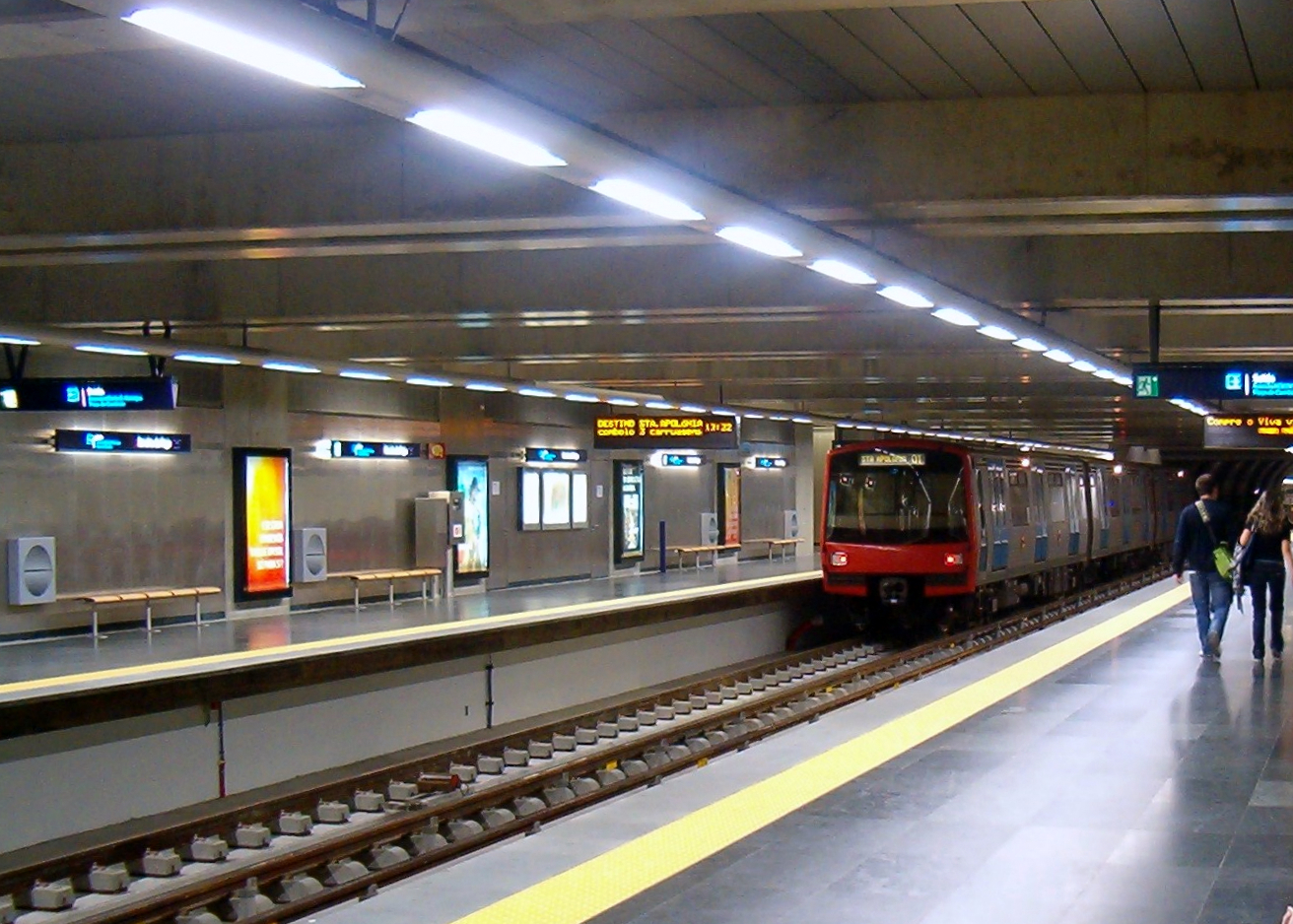
«Террейру-ду-Пасу»